# جولي بيتر
جولي بيتر هي دراجة كندية، ولدت في 1974.